# فلوآزاکورت
فلوآزاکورت (به انگلیسی: Fluazacort) (با نام تجاری Azacortid) یک کورتیکواستروئید گلوکوکورتیکوئید سنتزی است که در ایتالیا به بازار عرضه می‌شود.